# Patryk Szymański
Patryk Szymański (ur. 5 czerwca 1993  w Koninie) – polski bokser kategorii junior średniej.

## Kariera amatorska
Patryk Szymański swoją karierę bokserską rozpoczął odnosił spore sukcesy w klubach Boks Poznań i PKB. W 2011 zdobył srebrny medal na Mistrzostwach Polski w Boksie wadze lekkopółśredniej (do 64 kg). Problemy z PZB sprawiły, że  w młodym wieku przeszedł na zawodowstwo po zdobyciu złotego medalu w Mistrzostwach Polski seniorów  w kategorii półśredniej (do 69 kg) w 2012 roku.

## Kariera zawodowa
Na ringach zawodowych stoczył pięć walk wszystkie wygrywając, dwa razy zwyciężył przed czasem.
8 grudnia 2012 na gali Wojak Boxing Night w Katowicach Szymański pokonał jednogłośnie na punkty w sześciorundowym pojedynku, Węgra Laszlo Fazekasa (12-6-1, 9 KO).
12 grudnia 2014 gali w Chicago Szymański (12-0, 7 KO) pokonał przez techniczny nokaut w pierwszej rundzie Amerykanina Gundricka Kinga (18-14, 11 KO).
26 marca 2015 na Florydzie wygrał przez techniczny nokaut w końcówce drugiej rundy z pięściarzem z Dominikany Yoryi Estrellą (11-10-2, 8 KO)
Szymański promowany jest przez Mariusza Kołodzieja z Global Boxing. Trenerem od stycznia 2015 został Kubańczyk Chico Rivas.
11 lipca 2015 Tampa na Florydzie wygrał przez techniczny nokaut w pierwszej rundzie z Amerykaninem Maurice Louishomme (8-3-1, 4 KO).
16 października 2015 w UIC Pavilion w Chicago  pokonał jednogłośnie na punkty 98:92 i dwukrotnie 100:90 Richarda Gutierreza (28-17-1, 17 KO).
6 października 2018 w Zakopanem po dziewiętnastu kolejnych zwycięstwach z rzędu doznał nieoczekiwanej porażki z Francuzem Fouadem El Massoudim (15-11, 2 KO). Walka została poddana przez jego narożnik w czwartej rundzie. Jego trenerem od stycznia 2019 został Gus Curren.
6 kwietnia 2019 podczas gali MB Boxing Night: Ostatni taniec w Katowicach przegrał przez TKO w piątej rundzie z Robertem Talarkiem (24-13-2, 16 KO). Podczas pojedynku obaj pięściarze byli w sumie liczeni dziesięć razy. Po walce Szymański ogłosił zakończenie sportowej kariery.
4 października 2019 w Częstochowie pomimo wcześniejszych zapowiedzi wrócił na ring, pokonując jednogłośnie na punkty reprezentanta Mołdawii Denisa Kriegera (14-9-2, 9 KO).
23 listopada 2019 w Radomiu przegrał przez TKO w czwartej rundzie walkę z Ukraińcem Andrijem Welikowskim (16-2-1, 10 KO).

## Lista walk zawodowych
| Statystyka stoczonych walk zawodowych |
| --- |
| Zwycięstw: 20 (KO – nokautów: 10, walk zakończonych na punkty: 9) Przegranych: 4 (KO – nokautów: 3, walk zakończonych na punkty: 1) Remisów: 0 |

| Rezultat   | Bilans | Przeciwnik               | Typ | Runda, czas | Data                 | Miejsce                                                | Uwagi                                                                                         |
| ---------- | ------ | ------------------------ | --- | ----------- | -------------------- | ------------------------------------------------------ | --------------------------------------------------------------------------------------------- |
| Przegrana  | 21-5   | Karol Welter             | TKO | 7 (8)       | 11 marca 2022        | Konin, Polska                                          |                                                                                               |
| Zwycięstwo | 21-4   | Daniel Bociański         | TKO | 5           | 19 marca 2021        | Szklarska Poręba, Polska                               |                                                                                               |
| Przegrana  | 20-4   | Przemysław Gorgoń        | SD  | 6           | 20 czerwca 2020      | Arłamów, Polska                                        |                                                                                               |
| Przegrana  | 20-3   | Andrij Welikowski        | TKO | 4 (10) 1:25 | 23 listopada 2019    | Radom, Polska                                          |                                                                                               |
| Zwycięstwo | 20-2   | Denis Krieger            | UD  | 8           | 4 października 2019  | Częstochowa, Polska                                    |                                                                                               |
| Przegrana  | 19-2   | Robert Talarek           | TKO | 5 (8) 1:45  | 6 kwietnia 2019      | Katowice, Polska                                       |                                                                                               |
| Przegrana  | 19-1   | Fouad El Massoudi        | TKO | 4 (8) 1:47  | 6 października 2018  | Zakopane, Polska                                       |                                                                                               |
| Zwycięstwo | 19-0   | Robson Assis             | TKO | 2 (10) 2:49 | 17 marca 2018        | Poznań, Polska                                         |                                                                                               |
| Zwycięstwo | 18-0   | Rafał Jackiewicz         | UD  | 10          | 20 maja 2017         | Hala Arena, Poznań, Polska                             | Zdobył wolny tytuł mistrza Polski w wadze junior średniej.                                    |
| Zwycięstwo | 17-0   | Jose Antonio Villalobos  | SD  | 10          | 17 września 2016     | Ergo Arena, Gdańsk, Polska                             | Zdobył wolny tytuł młodzieżowego mistrza WBC w wadze junior średniej.                         |
| Zwycięstwo | 16-0   | Wilky Campfort           | UD  | 10          | 2 lipca 2016         | Santander Arena, Reading, Pensylwania, USA             |                                                                                               |
| Zwycięstwo | 15-0   | Richard Gutierrez        | UD  | 10          | 16 października 2015 | UIC Pavilion, Chicago, Illinois, USA                   |                                                                                               |
| Zwycięstwo | 14-0   | Maurice Louishomme       | TKO | 1 (8) 1:45  | 26 marca 2015        | USF Sundome, Tampa, Floryda, USA                       |                                                                                               |
| Zwycięstwo | 13-0   | Yoryi Estrella           | TKO | 2 (8) 2:59  | 26 marca 2015        | Hialeah Park Race Track, Hialeah, Floryda, USA         |                                                                                               |
| Zwycięstwo | 12-0   | Gundrick King            | TKO | 1 (8) 2:59  | 12 grudnia 2014      | UIC Pavilion, Chicago, Illinois, USA                   |                                                                                               |
| Zwycięstwo | 11-0   | Andrei Abramenka         | KO  | 6 (10) 1:15 | 16 maja 2014         | Hala Sportowa, Ślesin, Polska                          | Zdobył wolne tytuły mistrza Polski International i WBF International w wadze junior średniej. |
| Zwycięstwo | 10-0   | Daniel Hicks             | TKO | 2 (6) 2:10  | 7 lutego 2014        | UIC Pavilion, Chicago, Illinois, USA                   |                                                                                               |
| Zwycięstwo | 9-0    | Francesco Di Fiore       | TKO | 2 (8) 1:24  | 22 grudnia 2013      | MOSiR Hall, Radom, Polska                              |                                                                                               |
| Zwycięstwo | 8-0    | Mate Hornyak             | TKO | 3 (10) 1:20 | 18 sierpnia 2013     | Amfiteatr, Międzyzdroje, Polska                        | Zdobył wolny tytuł młodzieżowego mistrza WBO w wadze półśredniej.                             |
| Zwycięstwo | 7-0    | David Roman Curiel       | UD  | 6           | 13 kwietnia 2013     | Schuetzen Park, North Bergen, New Jersey, USA          |                                                                                               |
| Zwycięstwo | 6-0    | Antonio Chaves Fernandez | UD  | 6           | 15 marca 2013        | Twin River Event Center, Lincoln, Rhode Island, USA    |                                                                                               |
| Zwycięstwo | 5-0    | Laszlo Fazekas           | UD  | 6           | 8 grudnia 2012       | Spodek, Katowice, Polska                               |                                                                                               |
| Zwycięstwo | 4-0    | Ion Strejoiu             | KO  | 1 (4) 2:59  | 10 listopada 2012    | O2 World Arena, Altona, Hamburg, Niemcy                |                                                                                               |
| Zwycięstwo | 3-0    | Anthony Willis           | UD  | 4           | 13 października 2012 | Essex County College, Newark, New Jersey, USA          |                                                                                               |
| Zwycięstwo | 2-0    | Adrian Wilson            | UD  | 4           | 29 września 2012     | Resorts Hotel & Casino, Atlantic City, New Jersey, USA |                                                                                               |
| Zwycięstwo | 1-0    | Luis Ortiz               | KO  | 1 (4) 1:14  | 30 czerwca 2012      | Coliseo Roger L. Mendoza, Caguas, Puerto Rico          | Debiut zawodowy.                                                                              |

TKO – techniczny nokaut, KO – nokaut, UD – jednogłośna decyzja, SD – niejednogłośna decyzja, MD – decyzja większości, PTS – walka zakończona na punkty